# 汤泉满族乡
汤泉满族乡，是中华人民共和国河北省唐山市遵化市下辖的一个乡镇级行政单位。

## 行政区划
汤泉满族乡下辖以下地区：
汤泉村、鲇鱼池村、鲇鱼池东沟村、起新庄村、果庄子村、唐吉庄村、袁果庄村、楼似山村、关山口村和三义村。